# 冰川碧流
冰川碧流（日语：／ Hikawa Hekiru，1975年1月31日—），日本漫畫家。男性。出身於東京都。B型血。

## 來歷
冰川碧流高中畢業後，從情報系專科學校退學。在擔任《GAMEST》（新聲社）編輯後，他主要從事作家、漫畫家助手、同人活動以及漫畫市場的工作人員等工作。2000年，他以《嬉皮笑園》出道。

## 人物
- 其筆名是一位熟人給他起的。當時他對配音員還不熟悉，也沒意識到這是對椎名碧流的戲稱，所以一直用到現在。他稱這是「世界上最糟糕的筆名」。他說這沒什麼，因為這意味著他可以坦誠地表達自己的糟糕程度。據說，當他剛開始用這個筆名進行同人活動時，曾收到椎名碧流粉絲的投訴，這就是他現在用這個筆名的原因。
- 他也曾使用過「碧衣音乃」、等名字。
- 他從小就很喜歡外國的電影和電視劇，從他的同人誌圈子（影射電影《虎膽妙算（スパイ大作戦，日本上映的譯名）》）的名字和作品中對外國電影的戲仿（他模仿的電影包括《金甲部隊》、《魔女嘉莉》）就可以看出他對外國的電影和電視劇的喜愛。
- 每部作品都擁有相同的世界觀。
- 漫畫家是空亨（日语：是空とおる）和鈴木次郎是好朋友。
- 漫畫家健二郎從冰川成為同人誌作家以來一直是他的粉絲。
- 動畫廣播節目《絕望放送（日语：さよなら絶望放送）》的聽眾，並參與了公開錄製。在廣播期間，他偶爾會收到關於的郵件，並被主持人神谷浩史暱稱為。
- 經常為SHAFT製作的動畫作品提供片尾插圖。

## 作品列表

### 漫畫

#### 連載
- 嬉皮笑園（《月刊GFantasy》2000年11月號—2011年10月號）
- （TECH GIAN）—收錄於。
- TG家族（TECH GIAN定期購讀特典紙面）—收錄於。
- 點點眉（《電擊萌王》Vol.1—2008年8月號）
- 桃組!!（《ACE桃組（日语：エース桃組）》、《電擊萌王》）—《桃組》中刊登的部分收錄在《點點眉》單行本第1冊中，《萌王》中刊登的部分收錄在《萌王》發表的在《點點眉》第2冊中。
- 新感覺治癒系魔法少女貝荷伊米（《月刊GFantasy》2006年8月號—2008年6月號）
- CANDY POP NIGHTMARE（日语：キャンディポップナイトメア）（《月刊BIG GANGAN》2011年Vol.2—2016年Vol.7）
- 女中高生VS（《Comic電擊大王G（日语：コミック電撃だいおうじ）》）
- 潘朵拉頻道（《Comic電擊大王G》Vol.45—55）
- （《Comic電擊大王G》Vol.59—70）
- 我們的日常才正要開始（《月刊Morning two》2019年5月號—2020年11月號）
- （《月刊Morning two》2021年10號[2]—連載中）

#### 短篇
- （《月刊少年Rival（日语：月刊少年ライバル）》2008年5月號、2010年5月號）
- （《電擊大王》2009年9月號）
- AQ×AK（《增刊YOUNG GANGAN》Vol.1）—收錄於《CANDY POP NIGHTMARE》第3冊。
- （《增刊YOUNG GANGAN》Vol.2）—收錄於《CANDY POP NIGHTMARE》第3冊。
- AQ×AK3（《增刊YOUNG GANGAN》Vol.3）—收錄於《CANDY POP NIGHTMARE》第3冊。
- （《GANGAN ONLINE》）
- （《月刊BIG GANGAN》2018年Vol.8）

#### 書籍
- 《嬉皮笑園》，史克威爾艾尼克斯〈GFantasy Comics〉，2001年—2011年，全17冊
- 《點點眉》，MediaWorks〈電擊Comics〉，2005年—2008年，全2冊
- 《新感覺治癒系魔法少女貝荷伊米》，史克威爾艾尼克斯〈GFantasy Comics〉，2007年—2008年，全2冊
- ，enterbrain〈TECH GIAN STYLE〉，2008年，全1冊
- 《CANDY POP NIGHTMARE（日语：キャンディポップナイトメア）》，史克威爾艾尼克斯〈BIG GANGAN COMICS〉，2012年—2016年，全7冊
- 《女高中生VS》，KADOKAWA〈電擊COMIC NEXT〉，2015年—2016年，全2冊
- 《潘朵拉頻道》，KADOKAWA〈電擊COMIC NEXT〉，2018年，全1冊
- ，KADOKAWA〈電擊COMIC NEXT〉，2019年，全1冊
- 《我們的日常才正要開始》，講談社〈Morning KC〉，2019年—2020年，全3冊
- ，講談社〈Morning KC〉，2022年—刊行中，已出版7冊

網路連載
- ，2020年9月4日—2020年10月23日

### 插圖、設計

#### 動畫
- 俗·絕望先生（久米田康治原作）—第3話片尾插圖
- 向陽素描（蒼樹梅原作）—第11話片尾插圖
- ef - a tale of memories.—第8話預告插圖
- 瑪莉亞狂熱（遠藤海成原作）—第4話片尾插圖
- 夏日風暴！（小林盡原作）—第1話片尾插圖
- 化物語（西尾維新原作）—第8話片尾插圖
- 吸血鬼同盟（環望原作）—第11話片尾插圖
- 荒川爆笑團（中村光原作）—第1話片尾插圖
- 魔法少女小圓—第2話片尾插圖
- 黃昏乙女×失憶幽靈（原作）—第2話預告插圖
- 偽戀（古味直志原作）—ED原畫、第4話片尾插圖
- 如果折斷她的旗（竹井10日原作）—第4話片尾插圖
- 幸腹塗鴉（川井真琴原作）—第1話片尾插圖
- 干支魂（白組、Tablier Communications（日语：タブリエ・コミュニケーションズ）原作）第4話B章節過場插圖
- Concrete Revolutio ～超人幻想～（BONES、會川昇原作）—負責人物原案、概念藝術設計（與伊東雜音、平尾涼（日语：平尾リョウ）共同）。
- ULTRA SUPER ANIME TIME（日语：ULTRA SUPER ANIME TIME）—4th SEASON第6回片尾插圖
- 3月的獅子—第4話片尾插圖。
- Assault Lily BOUQUET—第1話片尾插圖
- 鍵等—第8話片尾插圖。

#### 其它
- GAINAX NET Toppage Gallery 2005年12月2日[3]—GAM4 GAINAX NET Art Museum4收錄。
- 圓盤皇女（介錯）—負責劇中劇的人物設定。
- —單頁全彩插圖。
- 撲殺天使朵庫蘿—跨頁漫畫。
- —封面插圖。

## 師父
- 小川雅史（日语：小川雅史）—在新聲社工作期間，他也擔任主編。
- 介錯
- 原田將太郎

## 助理
- 勇人
- 源悠（日语：みなもと悠）
- 加藤滿

## 外部連結
- NationalMediaBoys （日語）—冰川碧流的官方個人網站。
- 冰川碧流的X（前Twitter） （日語）